# Łąki (Karwina)

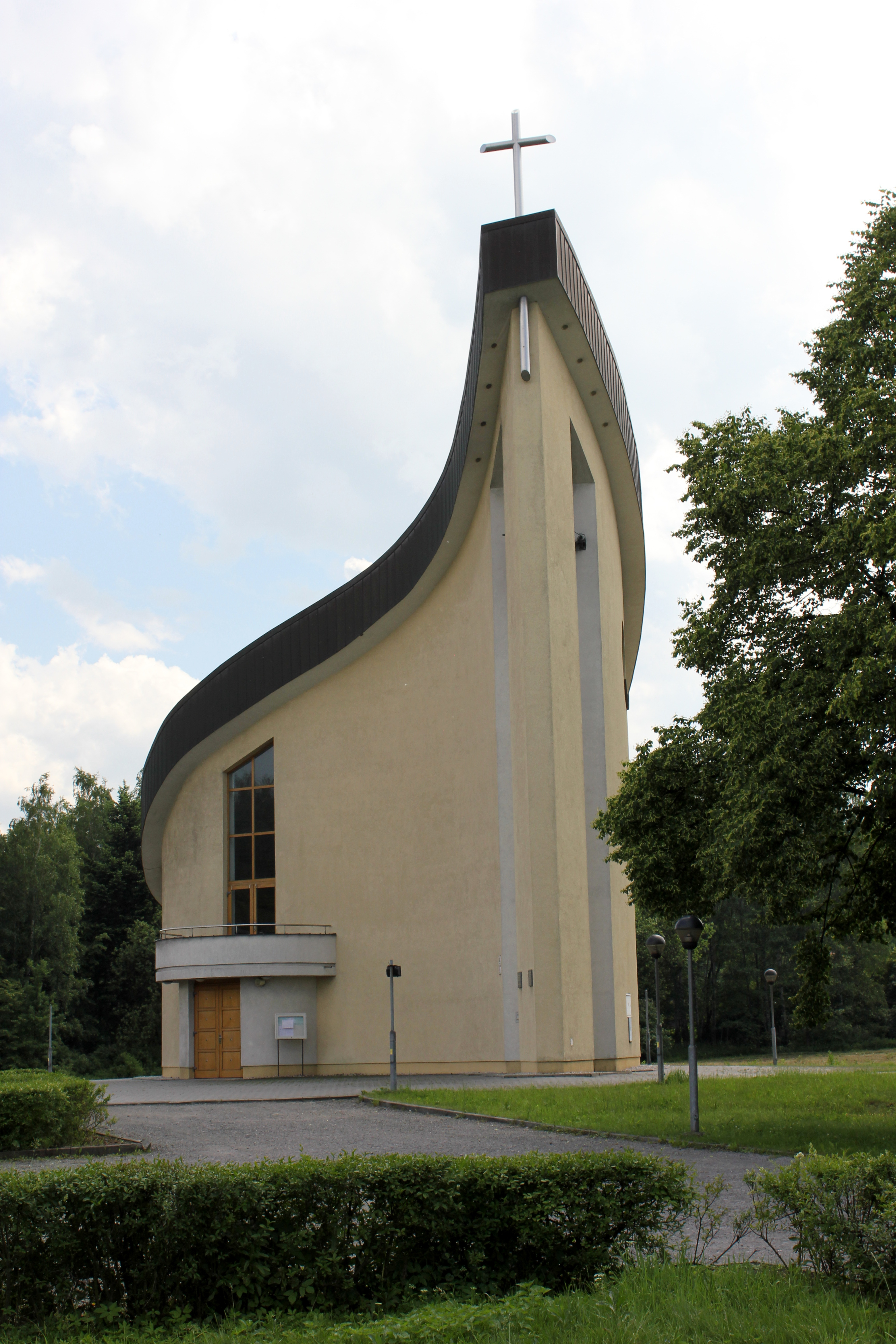
Nowy kościół św.Barbary (czerwiec 2013)

Łąki (czes. Louky, niem. Lonkau) – część miasta Karwina w kraju morawsko-śląskim, w powiecie Karwina w Czechach. Jest to także gmina katastralna o nazwie Louky nad Olšíⓘ (pl. Łąki nad Olzą) i powierzchni 988,92 ha położona w południowej części miasta na lewym brzegu Olzy, stanowiącej w tym miejscu granicę z Polską. W 2001 r. liczyła 453 mieszkańców, a w 2010 odnotowano 138 adresów. Do 1975 samodzielna wieś.

## Nazwa
Nazwa miejscowości jest topograficzna wywodząca się od prasłowiańskiego słowa oznaczającego: łęk, łąka, czyli 'wygięcie, krzywizna, zakręt, zakole rzeki, teren położony w zakolu rzeki nad brzegiem rzeki (porośnięty trawą, niekiedy też zalesiony. W przeszłości miejscowość nazywano również Łęki i Łąka, gwarowo łynki // łónki, łynk // łónk, przymiotnik łyncki.

## Historia
Po raz pierwszy wzmiankowane w 1450 roku jako Lanky. Politycznie wieś znajdowała się wówczas w granicach Księstwa Cieszyńskiego, będącego lennem Królestwa Czech, a od 1526 roku w wyniku objęcia tronu czeskiego przez Habsburgów wraz z regionem aż do 1918 roku w monarchii Habsburgów (potocznie Austrii).
Nie wiadomo kiedy w miejscowości wybudowano pierwszy kościół, lecz już w 1654 pojawia się zapis o drewnianej świątyni. Ponieważ rzeka Olza regularnie ją zalewała, w 1818 wzniesiono nową pod wezwaniem św. Barbary.
Tradycyjnie wieś zawdzięczała swój dobrobyt korzystnemu umiejscowieniu pomiędzy dwoma ważnymi miastami: Cieszynem i Frysztatem. Jej mieszkańcy zajmowali się głównie hodowlą ryb w okolicznych stawach.
Według austriackiego spisu ludności z 1910 roku Łąki miały 1792 mieszkańców, z czego 1786 było zameldowanych na stałe, 1749 (97,9%) było polsko-, 20 (1,1%) niemiecko- i 17 (1%) czeskojęzycznymi, 1687 (94,1%) katolików, 68 (3,8%) ewangelików, 10 wyznawców judaizmu oraz 27 osób innej religii lub wyznania.
Po podziale Śląska Cieszyńskiego miejscowość stała się częścią Czechosłowacji, zaś w 1938 została wraz z Zaolziem zaanektowana przez Polskę, a w II wojnie światowej przez nazistowskie Niemcy. Po wojnie przywrócona Czechosłowacji. W granicach administracyjnych Karwiny znalazła się najpóźniej ze wszystkich innych dzielnic, w 1975.
Łąki to klasyczny przypadek miejscowości ucierpiałej wskutek szkód górniczych. Centrum wioski pierwotnie znajdowało się na północ od współczesnej osady. W okresie ustroju komunistycznego intensywne wydobycie węgla nieodwracalnie zniszczyło starą zabudowę. Wody powierzchniowe zostały zanieczyszczone, grunty orne zdegradowane, cały obszar podkopany, pojawiły się nowe stawy, poziom wód wzrósł, nagromadziły się kopalniane odpady. Wszystko to zniszczyło ducha starej wsi. Prawie wszystkie domy zapadły się w ziemi, a wieś została zdemolowana. Dziś pozostał jedynie kościół św. Barbary, jednak sam budynek jest niestabilny i tylko kwestią czasu jest kiedy ulegnie całkowitemu zniszczeniu.
Obecna wieś leży na południe od pierwotnej lokalizacji w miejscu osady Zátiší (Zacisze) i jest znacznie mniejsza. Tutaj wybudowano nowy, mniejszy kościół katolicki św.Barbary z dachem w kształcie łzy a także przywrócono obsługę pasażerów na starym przystanku kolejowym w miejsce zlikwidowanego.